# John Baggott
John Baggott, znany też jako J. Baggot, J. Baggott, John Baggot (ur. w Bristolu jako John Malvem Yaggott) – brytyjski multiinstrumentalista i kompozytor, muzyk sesyjny takich zespołów i solistów jak: Innes Sibun, Massive Attack, Portishead, Strange Sensation (założony przez Roberta Planta), Anny Calvi i innych.

## Życiorys
John Baggott urodził się w Bristolu. Uczył się muzyki klasycznej. W pozostałych gatunkach muzycznych jest samoukiem. Jako swoje muzyczne wpływy wymienia: Karlheinza Stockhausena, Herbiego Hancocka, Silver Apples, Dmitrija Szostakowicza, The Beatles, MC5, Duke’a Ellingtona i muzykę spod znaku krautrocka. Przełomowym momentem w jego karierze było nawiązanie współpracy z Portishead, Massive Attack i Robertem Plantem.
John Baggott jest multiinstrumentalistą, komponującym w obrębie wielu gatunków muzycznych, począwszy od kompozycji klasycznych (na fortepian i smyczki dla potrzeb filmów fabularnych i nagrań znanych artystów), poprzez bardziej tradycyjne utwory akustyczne (czerpiące z jazzu, world music i folku) po muzykę eksperymentalną (łagodne, mroczne pejzaże dźwiękowe, osiągane przy pomocy Moogów, elektrycznego fortepianu Wurlitzera, efektu delay, zniekształconych loopów, bitów i zdeformowanych filtrów)

## Współpraca
- W 1991 roku John Baggott zadebiutował na rynku płytowym jako członek zespołu Innes Sibun Blues Explosion, który wydał album That's What The Blues Can Do[3]
- W 1993 roku uczestniczył jako pianista w nagraniu albumu Jimmy’ego Witherspoona The Blues, The Whole Blues And Nothing But The Blues[4]

### z Portishead
- 1997 – album Portishead (organista w „Only You” i „Elysium”)[5]
- 1998 – album koncertowy Roseland NYC Live i DVD Roseland New York (klawiszowiec)[6][7]
- 1998 – singiel „Only You” (organista)[8]
- 2008 – singiel „Magic Doors” (pianista, współkompozytor)[9]
- 2008 – Third (pianista, współkompozytor utworu „Magic Doors”)[10]

### z Massive Attack
- 2004 – ścieżka dźwiękowa Danny The Dog (klawiszowiec)[11]
- 2005 – ścieżka dźwiękowa Unleashed (klawiszowiec)[12]
- 2010 – album Heligoland (klawiszowiec, kompozytor utworu „Atlas Air”)[13]

### z Robertem Plantem
Na początku 2001 roku John Baggott został członkiem zespołu Strange Sensation Roberta Planta.
- 2002 – album Dreamland (współkompozytor, aranżer, klawiszowiec)[15]
- 2002 – singiel „Morning Dew” (klawiszowiec, aranżer)[16]
- 2002 – singiel „Last Time I Saw Her” (klawiszowiec, współkompozytor)[17]
- 2005 – album Mighty Rearranger (Robert Plant And The Strange Sensation) (klawiszowiec, programowanie)[18]

### z Anną Calvi
- 2013 – singiel „Eliza” (klawiszowiec)[19]
- 2013 – singiel „Suddenly” (klawiszowiec)[20]
- 2013 – album One Breath (klawiszowiec)[21]

### z innymi artystami
- 2002 – z duetem Beth Gibbons & Rustin Man: album Out of Season (pianista)[22]
- 2002 – z Alison Moyet: album Hometime, (klawiszowiec)[23]
- 2003 – ze Stephanie McKay: album McKay (pianista)[24]
- 2013 z Adrian Utley's Guitar Orchestra: album In C (organista)[25]